# Бєляєв Олександр Петрович
Бєляєв 1-й Олександр Петрович (1803 — 28 грудня 1887) — декабрист, мічман  Гвардійського екіпажу. Учасник повстання на  Сенатській площі в 1825 році. Мемуарист. Брат  Бєляєва Петра Петровича.

## Життєпис
Походив з  дворян Пензенської губернії. Батько — Петро Гаврилович Бєляєв (помер до 1826 року), відставний колезький радник, служив у Рязанському піхотному полку (георгіївський кавалер), масон, один з друзів  Лабзіна і Поздєєва.
Олександр Бєляєв закінчив Морський кадетський корпус, здійснив плавання по  Балтійському морю, плавав до берегів  Ісландії,  Англії та  Франції. На службі у Гвардійському екіпажі Бєляєв вперше познайомився з  масонами і під їх впливом стали формуватися його політичні погляди. Він є одним із засновників таємного «Товариства Гвардійського екіпажу» (1824), автор його «статутів». У 1825 році був прийнятий  Д. І. Завалішиним в Орден відновлення.
Членом Північного товариства не був. Брав участь у повстанні на Сенатській площі, вивівши з кількома товаришами Гвардійський екіпаж на Сенатську площу. Заарештований разом з братом  Петром 15 грудня 1825 года, переведені в  Петропавловську фортецю 3 січня 1826 року. Засуджений за IV розрядом. Після 8 років каторги був переведений на поселення в  Іркутську губернію, потім за указом від 23 липня 1833 року переведений у Мінусінськ, де перебував до березня 1840 року. У Мінусінську брати Бєляєви активно займалися сільським господарством. Вони завели молочну ферму, стадо м'ясного напряму в 200 голів, вводили нові сільськогосподарські знаряддя праці, культивували нові продуктивні сорти  гречки, ячменю,  проса та соняшника. Бєляєви у Мінусінську покращували породу овець.В Мінусінську вони відкрили невеличку школу, склали для неї підручники і самі стали в ній вчителями.
У 1840 році йому та його брату,  Бєляєву Петру, дозволили вступити до військової служби рядовими на Кавказ. Після отримання офіцерського чину, вийшли в 1846 року у відставку і зайнялися, спершу обидва, пароплавною справою; пізніше Олександр Бєляєв чудово керував маєтками князя Наришкіна, намагався полегшити життя селян. Останні роки життя провів після амністії в  Москві, втратив зір. Похований на  Ваганьковському кладовищі.

## Мемуарист
Написав мемуари «Спогади про пережите і перечувствоване. 1805 — 1850», в яких докладно описав своє життя і діяльність у Мінусінську. Мемуари Олександра Бєляєва містять багато цікавих психологічних і побутових рис і характерних деталей. Рукопис була прочитана  Л. М. Толстим і зацікавила письменника; він виступив її редактором і рекомендував до видання. Вперше мемуари були опубліковані в «Русской старине» в 1880—1881 роках. В 1882 році вони вперше вийшли окремим виданням. Книга містить цінні відомості про організацію та побут каторжної артілі, заняття у засланні, життя на поселенні і побут сибірської провінції. Окремий розділ спогадів складають враження від служби на Кавказі. У мемуарах Бєляєв показав себе людиною дуже релігійною, ворогом кріпацтва, прихильником цивільних свобод. Прогрес суспільства, на його думку, повинен здійснюватися на засадах релігійної моралі і без насильства.